# Ван дер Мер, Симон
Симон ван дер Мер (нидерл. Simon van der Meer; 24 ноября 1925, Гаага — 4 марта 2011, Женева — нидерландский физик, лауреат Нобелевской премии по физике в 1984 году, совместно с Карло Руббиа, «за решающий вклад в большой проект, осуществление которого привело к открытию квантов поля W и Z — переносчиков слабого взаимодействия».
Ван дер Мер изобрёл метод стохастического охлаждения пучков в ускорителях, который позволил открыть W- и Z-бозоны на 450-ГэВ коллайдере SPS в ЦЕРНе в эксперименте UA-1, проходившим под руководством Карло Руббиа.

## Биография
Родился 24 ноября 1925 года в Гааге в семье учителя и получил образование в городской гимназии. Окончание его среднего образования пришлось на 1943 год, время немецкой оккупации Нидерландов. Поскольку в то время голландские университеты были закрыты, он провел последние два года войны, посещая гуманитарное отделение гимназии и занимаясь электроникой. В частности, он собрал ламповый радиоприёмник, с помощью которой его семья могла слушать зарубежные радиопередачи.
После войны Ван дер Мер изучал техническую физику в Делфтском техническом университете, затем работал в лаборатории физики голландской компании Philips в области электронной микроскопии. В 1956 году он присоединился к ЦЕРН и продолжал работать там до своей отставки в 1990 году.
В 1967 году он женился на Катарине Купман, у них были сын и дочь.
Ван дер Мер являлся членом Нидерландской королевской академии наук.
В 1992 году подписал «Предупреждение человечеству».